# Shijian 9A
Shijian 9A (chinesisch 實踐九號衛星a星 / 实践九号卫星a星, Pinyin Shíjiàn Jiǔ Hào Wèixīng a Xīng, deutsch: etwa „Praxiserprobung 9A“) ist ein Technologieerprobungssatellit der Hangtian Dong Fang Hong Satelliten GmbH, einer Tochtergesellschaft der Chinesischen Akademie für Weltraumtechnologie. Zusammen mit seinem Schwestersatelliten Shijian 9B dient er der Erprobung von Techniken zum Formationsflug, vor allem aber dem Test von elektrischen Antrieben im Orbit.

## Aufbau
Shijian 9A beruht auf dem Satellitenbus CAST 2000 der Dong Fang Hong GmbH, er besaß eine Startmasse von 790 kg. Am Heck des Satelliten, der sogenannten „−X-Oberfläche“, ist ein Ionenantrieb vom Typ LIPS-200 des Forschungsinstituts für weltraumbezogene technische Physik Lanzhou mit einer Leistungsaufnahme vom 1000 W montiert, auf der in Flugrichtung vorne liegenden Seite des würfelförmigen Gehäuses, der „+X-Oberfläche“, ein Hallantrieb vom Typ HET-40 des Shanghaier Instituts für Weltraumantriebe mit einer Leistungsaufnahme von 680 W. Die beiden Antriebe werden abwechselnd in Betrieb gesetzt, das LIPS-200 zur Beschleunigung bzw. Flugbahnanhebung, das HET-40 zur Bremsung bzw. Flugbahnabsenkung. Beide besitzen eine Schubkraft von 40 mN, das Ionentriebwerk einen spezifischen Impuls von 3000 s, der Hallantrieb 1500 s.
Die Stromversorgung der elektrischen Antriebe und der anderen Systeme des Satelliten erfolgt über zwei Solarzellenflügel mit jeweils drei Modulen von jeweils 111 × 85 cm, die eine Gesamtleistung von 1350 W liefern. Für die Zeiten, die der Satellit im Erdschatten verbringt, besitzt er einen Nickel-Cadmium-Akkumulator mit einem Ladungsspeichervermögen von 55 Ah sowie einen Lithium-Ionen-Akkumulator mit 30 Ah. Zu Diagnostikzwecken besitzt der Satellit eine Langmuir-Sonde, die die Plasma-Parameter (die „Auspuffgase“) rund um den Satelliten misst, während ein elektrischer Antrieb in Betrieb ist. Außerdem besitzt der Satellit eine Quarzkristall-Mikrowaage, die direkt die Verschmutzung durch das von beiden Triebwerken als Stützmasse verwendete Xenon misst, dazu noch einen Sensor, der die Ionenenergie-Verteilung innerhalb der Plasmawolke misst, die den Oberflächenabtrag (das sogenannte „Plasmaätzen“) am Gehäuse sowie die Ablagerung von Xenon beeinflusst.
Shijian 9A besitzt auch eine kleine, 42 kg schwere Kamera für Erdbeobachtungszwecke. Sie besteht aus einem Korsch-Teleskop mit drei auf einer Achse angeordneten asphärischen Spiegeln, einer Brennweite von 2,6 m und einer Lichtstärke von 1:10. Der Bildwinkel beträgt 2,7°, was bei einer Bahnhöhe von 645 km einer Schwadbreite von 30 km entspricht. Hinter dem optischen System sind die CCD-Sensoren einer panchromatischen und einer Multispektralkamera angeordnet, die eine Auflösung von 2,5 m (panchromatisch) bzw. 10 m (multispektral) besitzen. Die von den Kameras aufgenommenen Bilder werden im Verhältnis 4:1 (panchromatisch) bzw. 2:1 (multispektral) komprimiert und über das X-Band mit einer Datenübertragungsrate von 190 Mbit/s an das Bodensegment gesendet. Wenn keine Sichtverbindung nach China besteht, können sie in einem Speicher mit einer Kapazität von 128 Gbit auf dem Satelliten zwischengespeichert werden. Telemetrie, Bahnverfolgung und Steuerung des Satelliten erfolgt über das S-Band.

## Formationsflug
Die beiden Satelliten Shijian 9A und 9B wurden am 14. Oktober 2012 mit einer Trägerrakete vom Typ Langer Marsch 2C/SMA zunächst in einer um 98° zum Äquator geneigten, sonnensynchronen Umlaufbahn von 623 × 650 km ausgesetzt. Bei dieser Rakete handelt es sich um eine Sonderform der Changzheng 2C mit einer dritten, feststoffgetriebenen Oberstufe, die die maximale Nutzlast für einen sonnensynchronen Orbit auf 1900 kg erhöht.
Da sie von der Oberstufe mit unterschiedlicher Geschwindigkeit abgetrennt wurden, trieben die beiden Satelliten zunächst auseinander. Während das Satellitenkontrollzentrum Xi’an die Orbitalparameter bestimmte, fotografierte Shijian 9A unter anderem am 18. Oktober 2012 die Drei-Schluchten-Talsperre in Hubei. Für die Formationsflug-Experimente diente Shijian 9B als Zielsatellit, als Nullpunkt eines Koordinatensystems, wo die X-Achse in Flugrichtung zeigt und die Z-Achse zum Zentrum der Erde. Die beiden Satelliten bestimmen ihre Position über Sonnen-, Erd- und Sternsensoren sowie GPS-Empfänger mit einer Genauigkeit von 3 Winkelsekunden und kommunizieren untereinander über Inter-Satelliten-Funk mit einer Datenübertragungsrate von 4096 bit/s. Mit einer Zeitsynchronisationsgenauigkeit von 9 ns können die Satelliten ihre relative Position zueinander auf 3 cm genau bestimmen.
Bei den Tests betrug der Abstand zwischen den Satelliten 3 km und der Winkel, in dem Shijian 9A seinen Schwestersatelliten umrundete, 35°. Zum Vergleich: am 16. September 2021 umrundete das Raumschiff Shenzhou 12 die Chinesische Raumstation in einem Abstand von 2–2,5 km. Shijian 9A musste im Oktober/November 2012 dem Zielsatelliten zunächst präzise folgen, dann die Orbitalebene ändern, vom Folge- in den Umrundungsmodus wechseln, Shijian 9B umrunden und dann wieder in den Folgemodus wechseln. Alle diese Tests verliefen zur vollsten Zufriedenheit. Der Abstand zwischen den Satelliten konnte während der Flugmanöver mit einer Genauigkeit von 700 m eingehalten werden (die Vorgabe war 1,5 km), die Neigung der Orbitalebene mit einer Genauigkeit von 0,6° statt wie erwartet 5°.

## Triebwerkstests
Am 19. Oktober 2012 senkte Shijian 9A erstmals seinen Orbit auf 619 × 644 km ab und kehrte am 22./23. Oktober wieder in seinen Ausgangsorbit von 623 × 650 km zurück. Am 10. Dezember 2012 wurde dann das LIPS-200-Ionentriebwerk intensiv getestet. An jenem Tag wurde das Triebwerk dreimal für 3 Minuten und achtzehn Mal für 10 Minuten in Gang gesetzt. Weitere Tests mit Laufzeiten von 10 Minuten und mehr folgten ab dem 14. März 2013. Dabei kam man auf einen Xenon-Verbrauch von 1,6 kg über einen Zeitraum von vier Jahren, während denen das Triebwerk insgesamt 400 Mal in Gang gesetzt wurde, im Durchschnitt jedes Mal für 15 Minuten. Das Triebwerk konnte den Schubvektor auf 0,35° stabil halten, was deutlich besser war als die erwarteten 0,5°.
Auch der Hallantrieb funktionierte einwandfrei. Im Zeitraum 2012–2013 lieferte das HET-40 im Durchschnitt bei einer Leistungsaufnahme von 792 W einen durchschnittlichen Schub von 38,3 mN und einen spezifischen Impuls von 1495 s. Das Ionentriebwerk hatte eine durchschnittliche Leistungsaufnahme von 1198 W, der durchschnittliche Schub lag bei 36,2 mN und der spezifische Impuls bei 2736 s.